# 동성중학교 (서울)
동성중학교(東星中學校)는 대한민국 서울특별시 종로구 혜화동에 있는 사립 중학교이다.

## 학교 연혁
- 1907년 9월 8일 : 초등교육 기관을 설립하고 ‘소의 학교’ 라 칭함
- 1920년 2월 : 을종 상업학교로 조직을 변경하고, ‘소의 상업학교’ 라 칭함
- 1922년 4월 1일 : 천주교회 후원으로 5년제 갑종 상업학교로 변경, ‘남대문 상업학교’ 라 칭함
- 1938년 11월 21일 : 재단법인 천주교 서울 대교구 유지 재단이 설립자가 되고, 개교기념일을 12월 8일로 정함
- 1946년 9월 1일 : 상업학교를 6년제 인문 중학교로 변경함
- 1981년 6월 30일 : 본관 1200평 준공
- 1987년 11월 30일 : 신축 대강당 연건평 2281평을 낙성함
- 1994년 9월 1일 : 학교법인 가톨릭 학원이 설립자가 됨
- 2003년 2월 10일 : 중관동 증축
- 2003년 3월 4일 : 중관 228평 준공
- 2007년 12월 8일 : 개교 100주년 기념관 준공
- 2012년 8월 29일 : 재단 이사장 염수정 대주교 취임
- 2014년 8월 27일 : 학교 잔디 운동장 설치
- 2023년 3월 1일 : 교장 조영관 신부 취임

## 참고 자료
- 동성중학교 - 한국교육학술정보원 학교알리미